# Ofelia Casillas Ontiveros
Ofelia Casillas Ontiveros (Toluca, estado de México, 11 de enero de 1937) es una política mexicana, miembro del Partido Revolucionario Institucional (PRI). Ha sido en cuatro ocasiones diputada federal.

## Biografía
Es maestra egresada del Instituto Federal de Capacitación del Magisterio, así como licenciada en Psicología por la Universidad Iberoamericana. Miembro del PRI desde 1960, fue directora juvenil femenil de la Confederación Nacional Campesina (CNC) de 1963 a 1964, secretaria de Acción Social y Femenil de la Federación de Organizaciones Populares del Distrito de 1965 a 1977 y secretaria general de la Asociación Nacional Femenil Revolucionaria (ANFER) de 1977 a 1979, finalmente fue coordinadora nacional femenil de la Confederación Nacional de Organizaciones Populares (CNOP) en 1980.
Fue diputada federal cuatro veces, y una a la Asamblea de Representantes del Distrito Federal: de 1973 a 1976 fue diputada por el Distrito 3 del Distrito Federal a la XLIX Legislatura, de 1979 a 1982 por el Distrito 31 del Distrito Federal a la LI Legislatura y de 1985 a 1988 por el Distrito 21 del Distrito Federal a la LIII Legislatura; en 1988 fue elegida miembro de la Primera Asamblea de Representantes del Distrito Federal por el distrito local 15, concluyendo en 1991, y finalmente de 1994 a 1997 fue diputada federal por el Distrito 21 del Distrito Federal a la LVI Legislatura.
Su esposo, Manuel Orijel Salazar, fue también diputado federal.